# Utingeradeel
Utingeradeel (Fries: Utingeradiel) is een voormalige grietenij, later gemeente in het midden van de Nederlandse provincie Friesland. De gemeente heeft bestaan tot 1984.
Na de gemeentelijke herindeling op 1 januari 1984 is Utingeradeel opgesplitst in twee delen. Een groot deel is samen met de gemeenten Idaarderadeel en Rauwerderhem opgegaan in de nieuwe gemeente Boornsterhem. Een klein deel in het zuidwesten met de dorpen Akmarijp en Terkaple is samen met een deel van de gemeenten Doniawerstal en Haskerland opgegaan in de nieuwe gemeente Scharsterland, die sinds 1985 Skarsterlân heette.

## Plaatsen
De gemeente Utingeradeel bevatte in 1983 zes dorpen. De hoofdplaats was Akkrum. Tot 1932 was Oldeboorn hoofdplaats van de gemeente. De Nederlandse namen waren de officiële. De plaatsnaamborden in de gemeente waren eentalig Nederlands.
Aantal inwoners per woonkern op 1 januari 1983:
| Nederlandse naam | Friese naam | Inwoners |
| ---------------- | ----------- | -------- |
| Akkrum           | Akkrum      | 2877     |
| Oldeboorn        | Aldeboarn   | 1615     |
| Terhorne         | Terherne    | 450      |
| Terkaple         | Terkaple    | 204      |
| Nes              | Nes         | 133      |
| Akmarijp         | Eagmaryp    | 129      |

Bron: Provincie Friesland
Een aantal buurtschappen in de gemeente waren: Birstum, Henshuizen, Oude Schouw, Poppenhuizen, Sorremorre en Warniahuizen.

## Aangrenzende gemeenten
| Aangrenzende gemeenten | Aangrenzende gemeenten | Aangrenzende gemeenten | Aangrenzende gemeenten | Aangrenzende gemeenten |
| ---------------------- | ---------------------- | ---------------------- | ---------------------- | ---------------------- |
| Rauwerderhem           |                        | Idaarderadeel          |                        | Smallingerland         |
|                        |                        |                        |                        |                        |
|                        | Opsterland             |                        |                        |                        |
|                        |                        |                        |                        |                        |
| Doniawerstal           |                        | Heerenveen Haskerland  |                        |                        |